# Phyllachora macarangae
Phyllachora macarangae är en svampart som beskrevs av Henn. 1908. Phyllachora macarangae ingår i släktet Phyllachora och familjen Phyllachoraceae.   Inga underarter finns listade i Catalogue of Life.